# استهلاك تفاخري

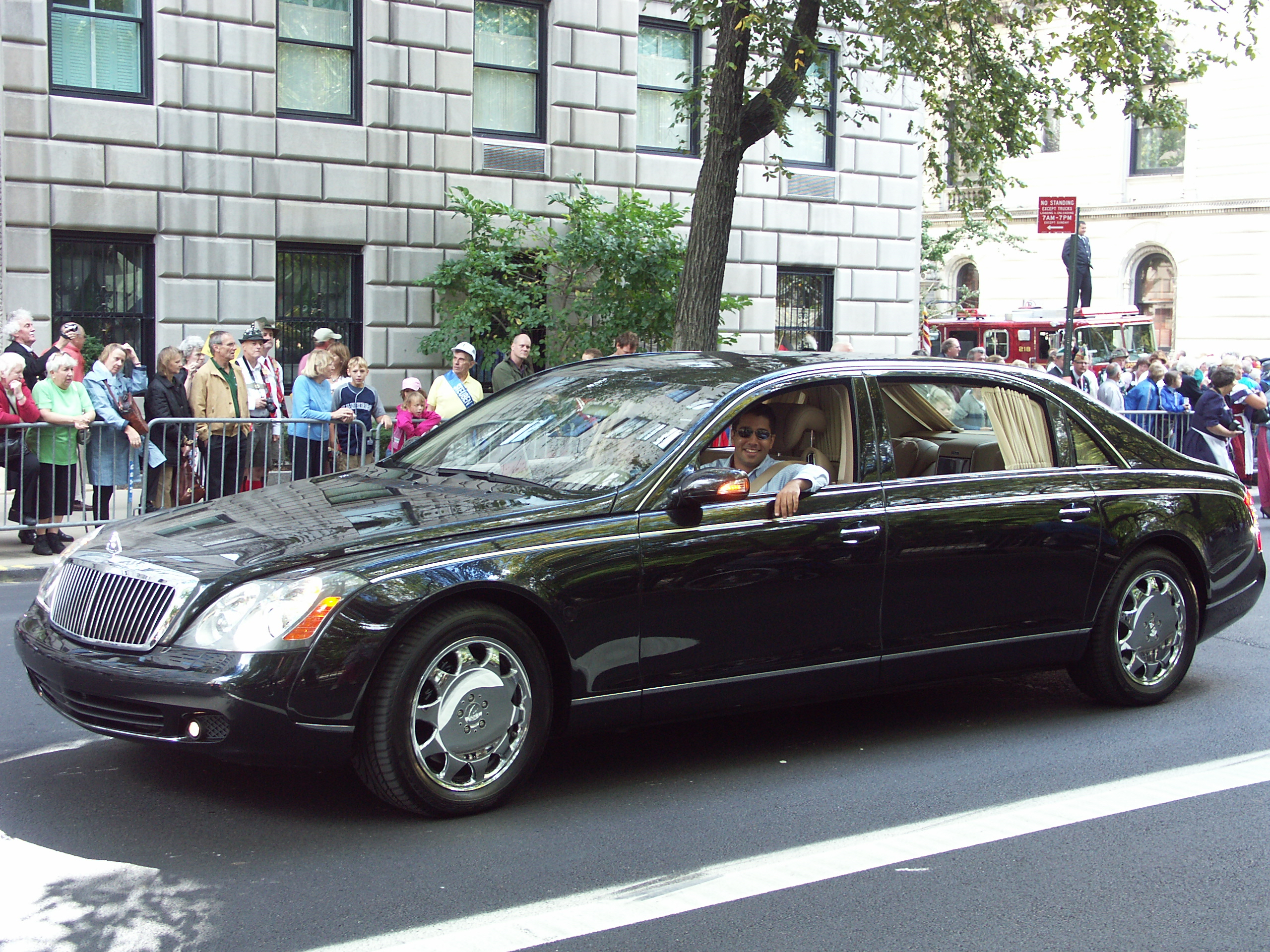
بلاك مايباخ: كانت مرسيدس بنز أحد الرعاة وقدمت مجموعتها هناك.

الاستهلاك التفاخري، هو إنفاق الأموال على السلع والخدمات الكمالية والحصول عليها لعرض القوة الاقتصادية للدخل أو الثروة المتراكمة للمشتري. يعد مثل هذا العرض العام للقوة الاقتصادية التقديرية بالنسبة للمستهلك المتفاخر، وسيلة لبلوغ وضع اجتماعي معين أو الحفاظ عليه.
أدى تطوير سوسيولوجيا الاستهلاك التفاخري من قبل ثورستين فيبلين إلى ظهور مصطلح الاستهلاك التحاسدي، ومصطلح الاستهلاك المتباهي لإثارة حسد الآخرين، والتعاطف التفاخري، والاستخدام المتعمد للتبرعات المالية الخيرية لتعزيز المكانة الاجتماعية للمانح من خلال عرض الوضع الاجتماعي والاقتصادي المتفوق.

## نظرية الاستهلاك
اشتُق مفهوم النزعة الاستهلاكية من الاستهلاك التفاخري. يشرح الاستهلاك التفاخري– كما اقترح ثورستين فيبلين في القرن التاسع عشر– الآليات النفسية للمجتمع الاستهلاكي والزيادة في عدد وأنواع السلع والخدمات التي يعتبرها الناس ضرورية لحياتهم في إطار اقتصاد متطور.
قُدمت التفسيرات والتوضيحات الداعمة للاستهلاك التفاخري المعاصر في ثقافة المستهلك (1996) لسي لوري، وفي ثقافة المستهلك والحداثة (1997) لدون سلاتر، وفي التبادل الرمزي والموت (1998) لجين بودريلارد، وفي المنفَق: الجنس والتطور وأسرار النزعة الاستهلاكية (2009) لجيوفري ميلر. اقترح دي هابديتج في كتابه مختبئ في الضوء (1994)، أن الاستهلاك التفاخري شكل من أشكال إظهار الهوية الشخصية، ووظيفة لاحقة للإعلانات كما اقترح إي. إي. بيرغر في كتابه الإعلانات، والنزعات، وثقافة المستهلك (2000).
يُشتق كل تفسير متباين وتفسير تكميلي من اقتراح ثورستين فيبلين الاجتماعي الأصل في نظرية الطبقة المرفهة: الاستهلاك التفاخري هو غاية نفسية في حد ذاته، يستمد منها الممارس (رجل أو امرأة أو أسرة) شرف الوضع الاجتماعي المتفوق.

## المادية والنوع الاجتماعي
وجدت بريندا سيغال وجيفري إس. بودوشين اختلافات كبيرة بين الجنسين فيما يتعلق بالاستهلاك التفاخري والمادية والشراء الاندفاعي وذلك ضمن مقال بعنوان: «دراسة للمادية والاستهلاك التفاخري والاختلافات الجندرية». حللت الدراسة بيانات مسح من 1180 أمريكيًا. أظهرت النتائج تسجيل الرجال لدرجات أعلى فيما يتعلق بالمادية والاستهلاك التفاخري. أشارت الدراسة أيضًا إلى أن النساء كن أكثر ميلًا إلى الاندفاع في الشراء. من المثير للاهتمام، أنه لم يُعثر على اختلافات ملحوظة فيما يتعلق بالولاء للمنتجات.

## أمثلة على الاستهلاك التفاخري واختيار المنتجات
يشمل الاستهلاك التفاخري شراء السلع المصممة خصيصًا للدلالة على الثروة.

### التكنولوجيا
سُوّق للعديد من الأجهزة التقنية كمنتجات كمالية، بينما تقدم الأجهزة الأساسية نفس الميزات الرئيسية كنماذج أكثر أساسية. يشاع القول في السوق أن هذه الأجهزة هي الأفضل في السوق، بينما تتوافر نماذج أقل تكلفة من نفس المنتج. يلفت اقتناء مثل هذه المنتجات الانتباه إلى مقتنيها المسرفين في الشراء، ويخلق نقاش حول شراء هذا المنتج. يعدّ بيع ساعة روليكس ديتونا الخاصة ببول نيومان مثالًا على هذا الشراء، إذ بيعت بمبلغ 17.75 مليون دولار أمريكي في 26 أكتوبر عام 2017 في نيويورك.

### الأزياء الفاخرة
يُرجّح أن ينخرط المستهلكون الماديون في استهلاك تفاخري كمالي. بلغت الإيرادات السنوية العالمية لصناعة الأزياء الفاخرة 1.64 تريليون يورو في عام 2019. من المحتمل أن يتأثر شراء السلع التفاخرية بعادات الإنفاق لدى الآخرين. تُضّمن هذه النظرة للاستهلاك التفاخري الكمالي في منصات وسائل التواصل الاجتماعي التي تؤثر على سلوك المستهلك.

### الحلول
تقلل الضرائب المفروضة على السلع الكمالية من الإنفاق المجتمعي على السلع عالية المستوى في حالة الاستهلاك التفاخري، من خلال جعلها أغلى من السلع التي لا تحدد الوضع الاجتماعي. يمكن النظر من هذا المنطلق إلى ضرائب الكماليات على أنها فشل في السوق في تصحيح الضريبة البيغوفية، مع وجود خسارة فادحة سلبية واضحة، وبالتالي تكون هذه الضرائب آلية بكفاءة أكبر لزيادة الإيرادات، من ضرائب العمالة أو الضرائب الرأسمالية «المشوهة».
تُعد ضريبة الكماليات المطبقة على سلع وخدمات الاستهلاك التفاخري نوعًا من ضريبة المبيعات المطردة، والتي تصحح جزئيًا على الأقل العوامل الخارجية السلبية المرتبطة بالاستهلاك التفاخري للسلع التي تحدد الوضع الاجتماعي.
يقول لويس كابلو في منفعة التكديس (2009)، إن الأصول تلعب وظيفة المنفعة الاجتماعية الموضوعية، إذ يدّخر الرجل الثري والمرأة الثرية الأصول المادية، لأن المدخرات في حد ذاتها تخدم كسلع ذات مكانة، وترسخ لهما المكانة الاجتماعية الاقتصادية في المجتمع. عندما تنبع المنفعة من الأصول المكدّسة مباشرة، فإنها تقلل من الخسارة الكلية المرتبطة بضرائب الميراث، وتزيد من النسبة المثلى لضرائب الميراث.
اقترح الخبير الاقتصادي روبرت إتش فرانك تطبيق ضريبة الاستهلاك التصاعدية بدلًا من ضرائب الكماليات. كما قال جون تيرني في مقال «المدينة الكبيرة: الأغنياء والفقراء، يستهلكهم الاستهلاك» (1998): إنه يجب استبدال ضريبة الدخل الشخصي بضريبة تصاعدية على المبلغ السنوي للدخل القابل للتصرف والمنفق على الاستهلاك التفاخري للسلع والخدمات، كعلاج للاضطراب الاجتماعي والنفسي المتمثل في الاستهلاك التفاخري.
هناك خيار آخر متاح وهو إعادة توزيع الثروة عن طريق سياسة الدخل، كتطبيق الجهود الواعية الرامية لتعزيز ضغط الأجور في ظل متغيرات الهيمنة الاجتماعية مثل نموذج رين–مايدنر و/أو عن طريق مزيج من الضرائب التصاعدية وسياسات التحويل، وتوفير السلع العامة. ترتفع الدرجة المثلى لتوفير الصالح العام وتطور النظام الضريبي، عندما يهتم الأفراد بدخلهم أو استهلاكهم النسبي مقارنة بأقرانهم.

باعتبار أن الاستهلاك التفاخري بحد ذاته شكل من أشكال السلع الكمالية، فالتقليل من أشكال اللامساواة في الدخل عند توزيع الدخل من خلال سياسة المساواتية، يقلل من الاستهلاك التفاخري للسلع والخدمات التي تحدد الوضع الاجتماعي. يقول الخبير الاقتصادي أي. سي. بيغو في كتاب الثروة والرفاهية (1912) إن إعادة توزيع الثروة قد يؤدي إلى مكاسب كبيرة في الرعاية الاجتماعية:
تلعب المقارنة الدور المهم هنا، وتختلف عن المطلق بحد ذاته، إذ من المرجح أن يكون الدخل قليلًا عند المقارنة إذا كان الدخل يكفي فقط لتوفير الضروريات ووسائل الراحة الأساسية للحياة، ولكن ليكون كبيرًا يجب أن تكون مصادر الدخل كبيرة. يمكن القول بعبارة أخرى، أن النسبة الأكبر من مقدار الرضا الناجم عن مصادر دخل الأغنياء تأتي من المقارنة مع أقربائهم، وليس من دخلهم المطلق بحد ذاته. لن يتوقف هذا الجزء من الموضوع إذا تضاءلت مصادر دخل الأغنياء معًا. وبالتالي ستكون الخسارة في الرفاهية الاقتصادية التي يعيشها الأثرياء عندما تنتقل السيطرة على الموارد إلى الفقراء، أقل نسبيًا بالنسبة لكسب الرفاهية الاقتصادية عند الفقراء، وأقلّ مما يوحي به قانون تقليص المنفعة الذي اقتُرح منفصلًا.
للقضية الاقتصادية المتعلقة بفرض الضرائب على السلع الكمالية التي تحدد الوضع الاجتماعي تاريخ طويل. ورد عن جون ستيورات مل في مبادئ الاقتصاد السياسي وبعض تطبيقاتها في الفلسفة الاجتماعية (1848):
أرفض الزهد بأكمله، ولا أود أن أرى أي انغماس في الملذات نابع من ميل حقيقي للاستمتاع بالشيء نفسه؛ يتعرض للتثبيط سواء من قبل القانون أو الرأي العام، لكن نسبة كبيرة من نفقات الطبقتين الوسطى والعليا في معظم البلدان، لا تُتكبَد في سبيل المتعة الناتجة عن الأشياء التي يُنفَق المال عليها، بل بسبب إيلاء الاهتمام للرأي والفكرة القائلة إن هناك نفقات معينة مُنتظرة منهم، بشكل تابع لمكانتهم.
لا يسعني سوى الاعتقاد بأن نوع النفقات هذا لهو أكثر أهداف فارضي الضرائب رغبةً. إذا عمل نظام فرض الضرائب على تثبيط تلك النفقات، فسيكون ذلك أمراً صالحاً، وإذا لم يعمل على ذلك، فلن يحدث سوء. لأنه، حتى الآن، تُفرض الضرائب على الأشياء المرغوبة والممتلكَة نتيجة الدوافع السابقة، ولا يوجد أي ضرر على أحد. عندما يُشترى شيء ما، لا بغرض استخدامه بل بسبب بهظ ثمنه، فلن يكون الرخص مستحسناً.
تستخدم عبارة «عدم الاستهلاك التفاخري» لوصف خيار واعٍ للانسحاب من الاستهلاك بنية إرسال إشارات اجتماعية متعمدة.